# Остров Майда

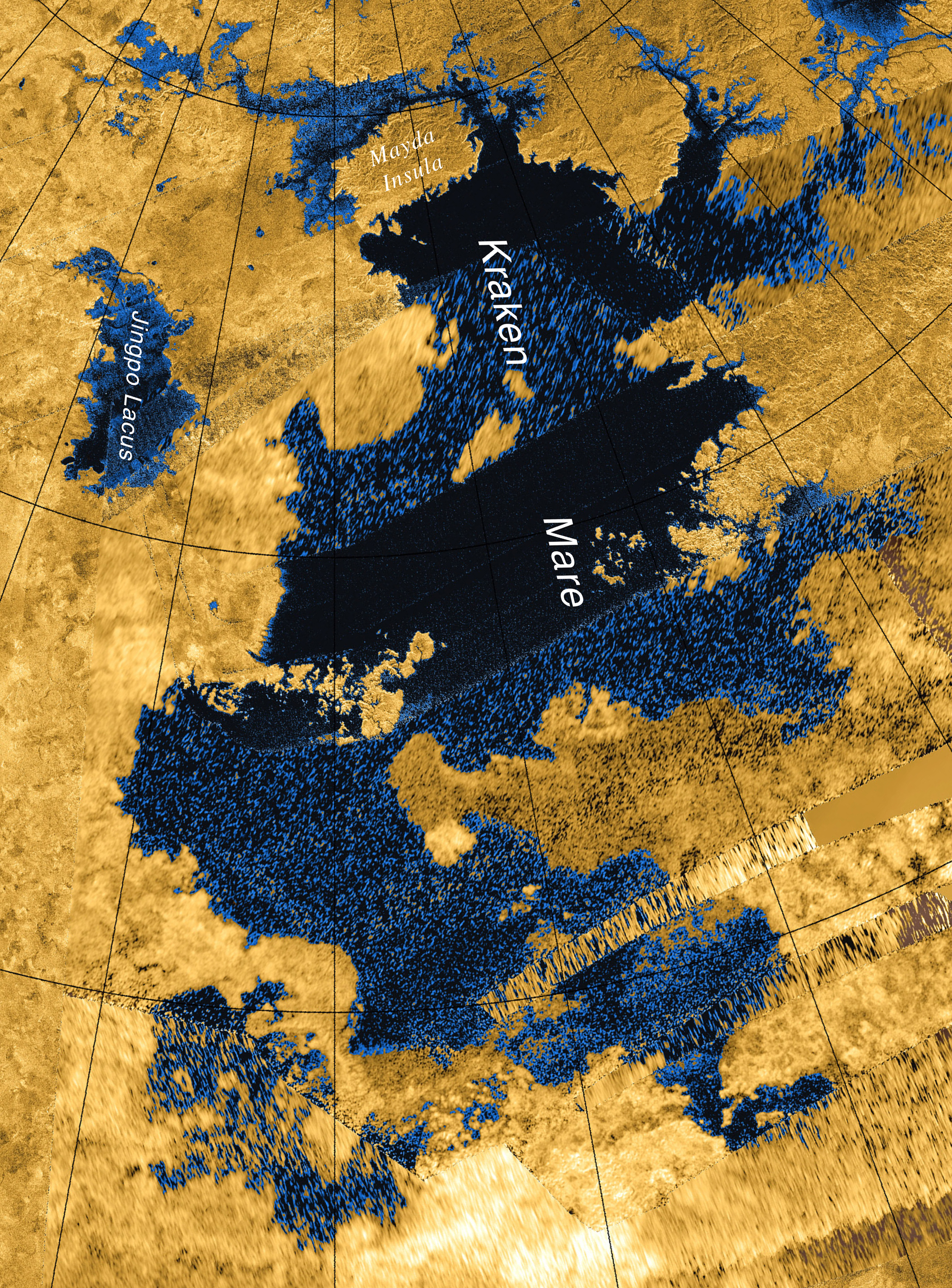
Карта моря Кракена. Остров Майда расположен в верхней части изображения (хотя на данной карте не видно, что является островом).

Майда (лат. Mayda Insula) — остров на Титане, крупнейшем спутнике Сатурна. Окружён морем Кракена, крупнейшим из «морей» и «озёр» Титана. На снимках, переданных космическим аппаратом Кассини-Гюйгенс, остров выглядит светлым пятном на фоне тёмного моря Кракена, состоящего из жидкой смеси углеводородов с растворённым азотом и прочими примесями.
Остров находится в северной (приполярной) части моря Кракена. Центр острова имеет координаты 79°06′ с. ш. 47°48′ в. д. / 79,1° с. ш. 47,8° в. д.. Размеры острова составляют 150 × 90 км. Назван в честь острова-призрака Майда, якобы расположенного на северо-востоке Атлантического океана.